# Рафаел Перейра да Сілва
Рафае́ль Пере́йра да Сі́лва (народився 9 липня 1990 року), широко відомий як Рафаель або Рафаель да Сілва, — бразильський футболіст.
Зазвичай він грає як правий захисник, але також може грати на правій стороні півзахисту.
Він брат-близнюк Фабіо.

## Титули і досягнення
- Чемпіон Англії (3):

«Манчестер Юнайтед»: 2008-09, 2010-11, 2012-13
- Володар Кубка Футбольної ліги (2):

«Манчестер Юнайтед»: 2008-09, 2009-10
- Володар Суперкубка Англії (4):

«Манчестер Юнайтед»: 2008, 2010, 2011, 2013
- Чемпіон світу серед клубів (1):

«Манчестер Юнайтед»: 2008
- Срібний олімпійський призер: 2012
- Чемпіон Південної Америки (U-15): 2005
- Чемпіон Південної Америки (U-17): 2007